# Фигейреду, Жерману
Жерману Луиш де Фигейредо (порт. Germano de Figueiredo; 23 декабря 1932, Алкантара — 14 июля 2004) — португальский футболист, который играл на позиции защитника.
Он провёл большую часть профессиональной карьеры в «Бенфике», сыграв в 131 официальных играх и выиграв восемь крупных титулов, в том числе два кубка европейских чемпионов.

## Достижения
«Бенфика»
- Чемпион Португалии (4): 1960/61, 1962/63, 1963/64, 1964/65
- Обладатель Кубка европейских чемпионов: 1960/61, 1961/62